# Endre György

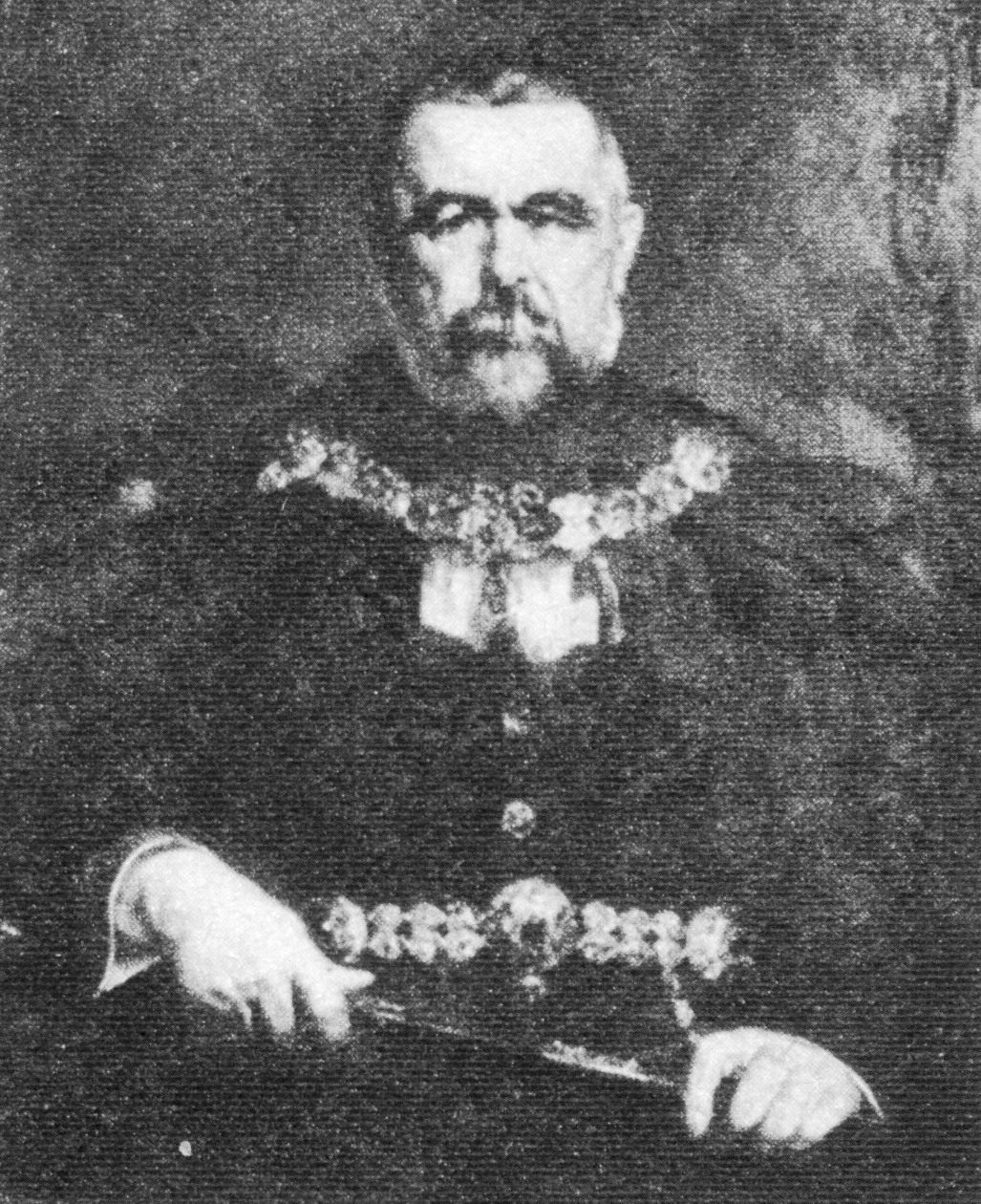
Endre György

Endre György (Huszt, 18 maart 1848 - Boedapest, 15 januari 1927) was een Hongaars politicus die in 1905 minister van Landbouw was.
Hij studeerde rechten aan de universiteiten van Debrecen en Boedapest. In 1870 ging hij in dienst bij het ministerie van Openbare Werken en Transport en werd voor verschillende studiereizen naar andere Europese landen gestuurd. In 1878 werd hij lid van het Huis van Afgevaardigden en in 1879 werd hij gekozen tot lid van de Hongaarse Academie van Wetenschappen. György was gespecialiseerd in spoorwegen en zetelde in verschillende raden en comités. Later werd hij bankdirecteur en bestuurslid van enkele spoorwegmaatschappijen. Van 18 juni tot 18 oktober 1905 was hij minister van Landbouw in de regering-Fejérváry en vanaf 1919 was hij secretaris van het Nationaal Economisch Comité van de Hongaarse Academie voor Wetenschappen.
- Bibliothèque nationale de France: cb10272704r (data)
- International Standard Name Identifier: 0000 0000 7926 1334
- Virtual International Authority File: 121474313